# Gare de Goncelin
Gare de Goncelin – stacja kolejowa w Goncelin, w departamencie Isère, w regionie Owernia-Rodan-Alpy, we Francji.
Jest zarządzany przez Société nationale des chemins de fer français (SNCF) i obsługiwany przez pociągi TER Rhône-Alpes.

## Położenie
Znajduje się na linii Grenoble – Montmélian, w km 30,694, na wysokości 239 m n.p.m.

## Linie kolejowe
- Grenoble – Montmélian